# Fikile Mthwalo
Fikile Mthwalo es una actriz y guionista sudafricana nacida en Lesoto. Es más conocida por su participación en las series It's Complicated, Isidingo y Gold Diggers.

## Biografía
Mthwalo nació el 13 de abril de 1989 en Lesoto de padre mosotho y madre keniana-tanzana. De 2001 a 2005, asistió al Machabeng International College con sede en Maseru. Se mudó a Bloemfontein, Sudáfrica y asistió a la St Michael Girls School. Es egresada de la Universidad de Ciudad del Cabo con una Licenciatura en Producción de Cine y Video. En 2012, obtuvo una licenciatura en Estudios Cinematográficos en la Tisch School of Arts de la Universidad de Nueva York. Tras graduarse se mudó a Johannesburgo.

## Carrera profesional
Comenzó su carrera actoral en la telenovela Isidingo. Se convirtió en una de las 24 finalistas en 'O Access Presenter Search' transmitido en el canal O. En 2015, obtuvo su primer protagónico en televisión interpretando el personaje de 'Ipeleng' en la serie It's Complicated. Además, participó en distintos comerciales de televisión para Metropolitan, PEP, Omo, Shoprite, Etiselat Nigeria, Ponds, Hi-Malt Nigeria y Nivea UK. Posteriormente, participó en la telenovela Gold Diggers donde interpretó el papel de 'Hlengiwe'.

## Vida privada
Está casada con el actor sudafricano Atandwa Kani desde el 24 de diciembre de 2015. Se conocieron en una serie de televisión y se casaron un año después. Planearon un matrimonio tradicional 'Lobolo' después de su boda.